# 大書記長 (神聖ローマ帝国)

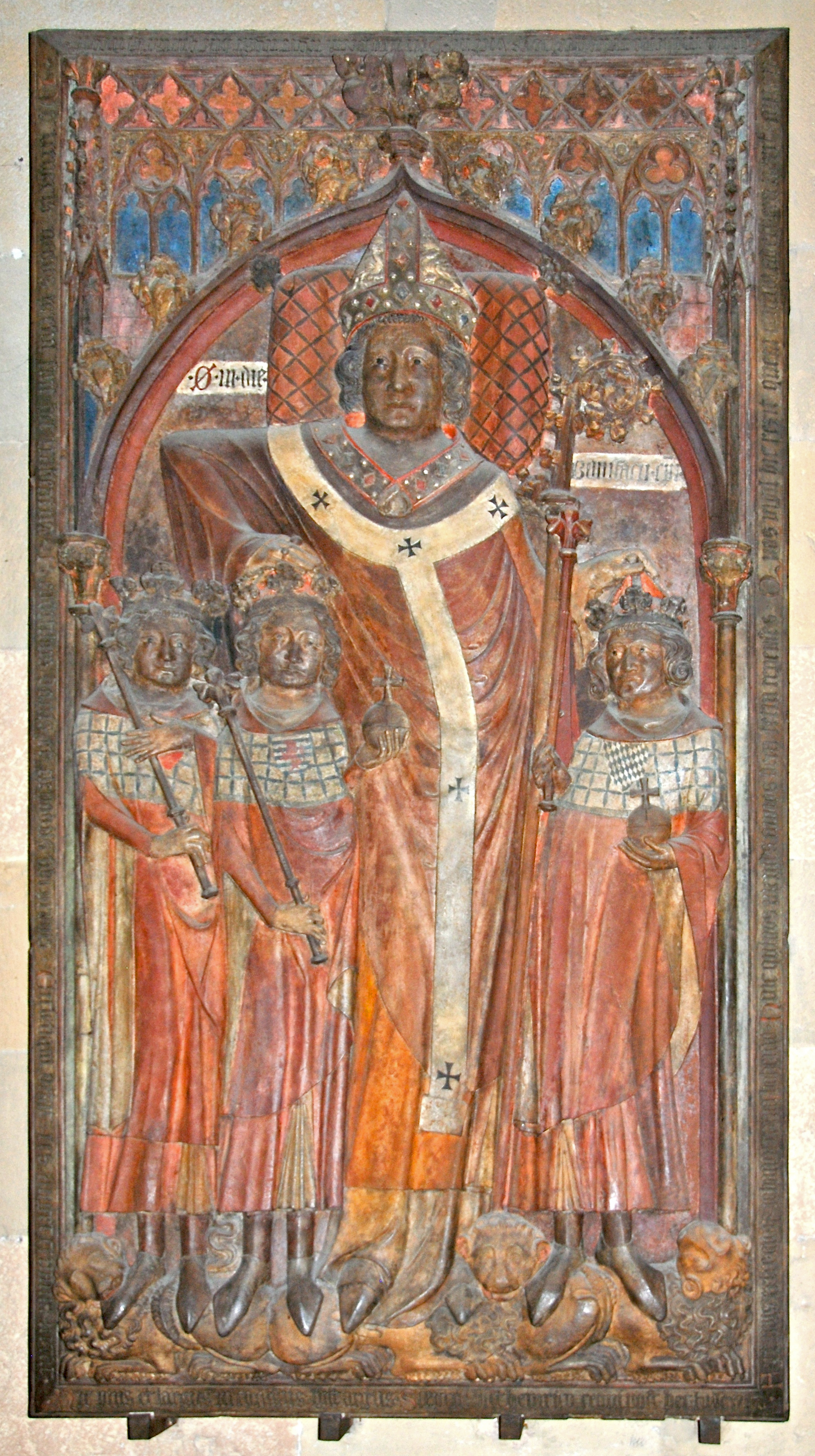
マインツ大司教ペーター・フォン・アスペルトの墓（マインツ大聖堂）。1306年から1320年までドイツ大書記長を務めた。

大書記長 (だいしょきちょう、ラテン語: archicancellarius, ドイツ語: Erzkanzler) は、神聖ローマ帝国における王国の最高職。ドイツ王国の大書記長職はマインツ大司教・選帝侯によって継承され、現在のドイツとオーストリアの首相にまで通じている。また中世においてはこれに限らず、書記官や公証人の仕事を監督する役人も指した。日本語文献では帝国宰相、大宰相、大法官といった訳語も用いられている。

## カロリング帝国
ピピン3世から始まるカロリング帝国では、9世紀に各地に書記長（ドイツ語: kanzler）を置く体制が成立した。ランス大司教ヒンクマールは、この役職を「宮廷と王国の秩序」（De ordine palatii et regni）における「高位の書記官」（summus cancellarius）と呼んでいる。864年にロタール1世が発した憲章では、ヴィエンヌ大司教アギルマールが大書記長（ドイツ語: Erzkanzler）と呼ばれている。この頃から、年代記にも大書記長という役職名が現れ始める。カロリング帝国における最後の大書記長は西フランク王国のランス大司教アダルベロン (大司教在位: 969年-988年)で、この役職はユーグ・カペーの即位に伴いフランス書記長に置き換えられた。

## 神聖ローマ帝国

### 三王国の大書記長職の成立
ドイツ王オットー1世のもとでは、ドイツ大書記長の役職はマインツ大司教の相続職となった。オットー1世がイタリア王ベレンガーリオ2世を廃位して962年に神聖ローマ皇帝となると、イタリア王国にも同様の役職が創設された。11世紀初頭には、イタリア大書記長職はケルン大司教が代々継ぐものになっていた。つまり形式上、ドイツにおける皇帝の職務はマインツ大司教が統括し、イタリアにおける職務はケルン大司教が統括することになった。ただ後者はイタリアから遠く離れているため、しばしば代理の代表者が職務を担当した。1042年ごろ、ハインリヒ3世が新たに獲得したアルル王国にも大書記長職を置き、初代にブザンソン大司教ユーグ1世を任命した。しかし12世紀からは、トリーア大司教がアルル（ブルグント）大書記長職を受け継ぐようになった。

### 選帝侯体制以降
カール4世は、1356年の金印勅書 において正式に帝国の3つの大書記長職を3人の聖界選帝侯に割り振り、それまでのマインツ、ケルン、トリーアの各大司教による継承を追認した。しかし実際の神聖ローマ皇帝選挙においては、ドイツ書記長であるマインツ大司教のみが主催者となった。この3大司教による書記長体制は、1803年の帝国代表者会議主要決議によりマインツ大司教領が世俗化されるまで、帝国の根幹であり続けた。ただ最後のマインツ選帝侯カール・テオドール・フォン・ダールベルクは、1806年に神聖ローマ帝国が解体されるまで大書記長を名乗り続けた。また後のドイツ帝国やヴァイマル共和国の首相、オーストリア帝国の首相、そして今日のドイツ首相やオーストリア首相も神聖ローマ帝国のドイツ大書記長の名残を残している。

## フランス帝国
フランス第一帝政では、ナポレオン1世が法律顧問筆頭のジャン＝ジャック・レジ・ド・カンバセレスに帝国大書記官の役職を与えた。

## ミクロネーション
現代においては、ミクロネーションの一つ「ロシア帝国」において、ニコライ3世がアントン・アレクセーヴィチ・バーコフを大書記長に任じている。

## 神聖ローマ帝国の大書記長の一覧
- バルド（英語版） (c. 1042年-1051年)[10]
- リウトポルト (c. 1055-)[11]
- ブルーノ (c. 1114)[12]
- アルブレヒト (c. 1130)[13]